# Craig Conway
Craig Ian Conway (ur. 2 maja 1985 w Irvine) – szkocki piłkarz występujący na pozycji skrzydłowego w Blackburn Rovers.